# Championship Manager
Championship Manager to seria gier komputerowych, której pierwsza część wydana została w 1992. Championship Manager (skracana czasem do "CM", "Champ Manager", "Champ Man" lub "Champ") jest symulacją zarządzania klubem piłki nożnej.
Pierwsza gra Championship Manager została stworzona przez dwóch braci: Paula i Olivera Collyerów. Gra stworzona została w ich domu w Shropshire w Anglii. Wkrótce założyli firmę Sports Interactive, której siedziba aktualnie znajduje się w Islington w północnym Londynie. Bracia Collyer i Sports Interactive nie są już jednak odpowiedzialni za rozwój Championship Manager.

## We współpracyEIDOS Interactive(wydawcy) iSports Interactive(producenta)
- Championship Manager (1992) [PC, Amiga, Atari ST]
- Championship Manager 93 (1993) [PC, Amiga]
- Championship Manager Italia (1993) [PC, Amiga]
- Championship Manager 2 (1995 - PC; 1997 - Amiga)
- Championship Manager 2 - Season 96/97 (1996) [PC, Amiga]
- Championship Manager - Season 97/98 (1997) [PC]
- Championship Manager 3 (1999) [PC]
- Championship Manager - Season 00/01 (2000) [PC]
- Championship Manager - Season 01/02 (2001 - PC, Mac; 2002 - Xbox ]
- Championship Manager 4 (2003) [PC, Mac]
- Championship Manager - Season 03/04 (2003) [PC, Mac]

## We współpracyEIDOS InteractiveiBeautiful Game Studios
- Championship Manager 5 (2005) [PC, PlayStation 2, Xbox]
- Championship Manager (2005) [ PlayStation Portable ]
- Championship Manager 2006 (2006) [PC, PlayStation 2, Xbox, PlayStation Portable]
- Championship Manager 2007 (2006 - PC; 2007 - PlayStation 2, Xbox 360, PlayStation Portable, Mac]
- Championship Manager 2008 (2007) [PC, Mac]
- Championship Manager 2010 (2009) [PC, Mac]
- Championship Manager World Challenge (2010) [Online]
- Championship Manager 2011 (2010) [Apple iOS]

## Wydane przez Square Enix
- Champ Man 14 (2013) [Mobile]
- Champ Man 15 (2014) [Mobile]

## Rozdzielenie Eidos i Sports Interactive
Twórcy Championship Manager, SI Games, odłączyli się od Eidos Interactive i podpisali umowę z firmą Sega, by kontynuować prace nad serią nadając jej nową nazwę: Football Manager. Po odłączeniu Eidos utrzymał licencję na używanie nazwy "Championship Manager", natomiast SI Games zatrzymało kod, bazę danych i toolset gry.
Przyczyny rozdzielenia nigdy nie zostały ujawnione.